# Säv, säv, susa
Säv, säv, susa är en tragisk dikt av Gustaf Fröding, ur samlingen Nya dikter. Skriven i arkaiserande ton, närmast balladliknande. Dikten handlar om en ung kvinna, Ingalill, som "gått i sjön". Bakgrunden skildras mer antydningsvis ("de voro henne gramse vid Östanålid") än explicit, men dikten gör just genom sin återhållsamhet ett starkt gripande intryck.
Dikten finns också skildrad av konstnären Bror Lindh som gjorde sin första kända oljemålning utifrån denna dikt, målningen finns idag på Värmlands museum. 